# 2878 Panacea
A 2878 Panacea (ideiglenes jelöléssel 1980 RX) a Naprendszer kisbolygóövében található aszteroida. Edward L. G. Bowell fedezte fel 1980. szeptember 7-én.